# Willem de Kooning
Willem de Kooning (født 24. april 1904 i Rotterdam, Nederlandene, død 19. marts 1997 på Long Island, New York, USA) var en nederlandskfødt amerikansk kunstmaler, som var en af de centrale kunstnere indenfor abstrakt ekspressionisme. Sammen med Jackson Pollock blev han den mest markante repræsentant for action painting, som er en gren af abstrakt ekspressionisme.
de Kooning afsluttede i 1926 sine studier ved Kunstakademiet i Rotterdam. Han emigrerede i 1926 til New York, hvor han senere fungerede som underviser ved den berømte kunstskole Black Mountain College sammen med blandt andre John Cage, Buckminster Fuller og Josef Albers. 
Mens hans tidlige værker var inspireret af surrealismen, blev han fra 1940'erne mere ekspressionistisk i sit udtryk. Han er bl.a. kendt for sine kvindebilleder, men han malede også abstraktioner over landskaber og byer. I 1980'erne fik han konstateret Alzheimers, hvilket påvirkede hans sene værker.